# José Aveiro
José Raúl Aveiro Lamas (Asunción, 1936. július 18. – 2024. október 19.) paraguayi labdarúgó.

## Pályafutása
1958-ban a Sportivo Luqueño labdarúgója volt. 1959 és 1964 között Spanyolországban játszott. 1959 és 1961 között a Valencia, 1963–64-ben az Elche játékosa volt. A paraguayi válogatott tagjaként részt vett az 1958-as svédországi világbajnokságon.